# 정근수
정근수(鄭根秀, 1959년 12월 15일 ~ )은 대한민국의 정치인이다. 제5·7대 구미시의원, 제11대 경상북도의원을 지냈다.

## 학력
- 경북공업고등학교 졸업
- 경일대학교 졸업
- 구미대학교 유아교육학과 졸업

### 비학위 수료
- 가야대학교 교육대학원 유아교육학과 교육학 석사 졸업

## 경력
- 민족통일협의회 고아읍 협의회장
- 한나라당 중앙위원회 경북도당 구미시 을 지구 부회장
- 경북소방안전 지도교사 협의회 회장 역임
- 구미1대학 유아교육학과 외래교수
- 세종유치원, 세종어린이집 미술학원 이사장
- 금오유치원 원장
- 고아읍 발전협의회 고문
- 고아읍 발전협의회 문화복지분과 위원장
- 고아읍 체육회 부회장
- 구미시 학원연합회 명예회장
- 구미시 사립유치원연합회 회장
- 경북 소방안전 지도교사 협의회 회장
- 구미대학교 총동창회 자문위원
- 2006.07 ~ 2010.06 제5대 경상북도 구미시의회 의원
  - 2006.07 ~ 2008.07 제5대 경상북도 구미시의회 전반기 기획행정위원회 위원
  - 2006.07 ~ 2008.07 제5대 경상북도 구미시의회 전반기 예산결산특별위원회 위원
  - 2006.12 ~ 2006.12 제5대 경상북도 구미시의회 기획행정위원회 행정사무감사 위원
  - 2007.07 ~ 2007.07 제5대 경상북도 구미시의회 결산특별위원회 위원
  - 2007.11 ~ 2007.11 제5대 경상북도 구미시의회 기획행정위원회 행정사무감사 위원
  - 2008.07 ~ 2010.06 제5대 경상북도 구미시의회 후반기 기획행정위원회 부위원장
  - 2008.07 ~ 2010.06 제5대 경상북도 구미시의회 후반기 예산결산특별위원회 위원장
  - 2008.07 ~ 2010.06 제5대 경상북도 구미시의회 후반기 의회운영위원회 위원
  - 2008.07 ~ 2010.06 제5대 경상북도 구미시의회 후반기 산업건설위원회 위원
  - 2008.11 ~ 2008.12 제5대 경상북도 구미시의회 기획행정위원회 행정사무감사 부위원장
  - 2009.11 ~ 2009.12 제5대 경상북도 구미시의회 산업건설위원회 행정사무감사 위원
- 2014.07 ~ 2018.06 제7대 경상북도 구미시의회 의원
  - 2014.07 ~ 2016.07 제7대 경상북도 구미시의회 전반기 산업건설위원회 위원
  - 2014.07 ~ 2016.07 제7대 경상북도 구미시의회 전반기 의회운영위원회 위원장
  - 2014.07 ~ 2016.07 제7대 경상북도 구미시의회 예산결산특별위원회 위원
  - 2014.11 ~ 2014.12 제7대 경상북도 구미시의회 산업건설위원회 행정사무감사 위원
  - 2015.11 ~ 2015.11 제7대 경상북도 구미시의회 의회운영위원회 행정사무감사 위원
  - 2015.11 ~ 2015.12 제7대 경상북도 구미시의회 산업건설위원회 행정사무감사 위원
  - 2016.07 ~ 2018.06 제7대 경상북도 구미시의회 후반기 산업건설위원회 위원
  - 2016.07 ~ 2018.06 제7대 경상북도 구미시의회 후반기 예산결산특별위원회 위원
  - 2016.07 ~ 2016.07 제7대 경상북도 구미시의회 산업건설위원회 행정사무감사 위원
  - 2017.06 ~ 2017.06 제7대 경상북도 구미시의회 산업건설위원회 행정사무감사 위원
- 2020.04 ~ 2022.06 제11대 경상북도의회 의원
  - 2020.04 ~ 2020.07 제11대 경상북도의회 전반기 건설소방위원회 위원
  - 2020.07 ~ 2022.06 제11대 경상북도의회 후반기 농수산위원회 위원
  - 2020.07 ~ 2022.06 제11대 경상북도의회 후반기 윤리특별위원회 부위원장
- 2022.07 ~ 제12대 경상북도의회 의원
  - 2022.07 ~ 2024.06 제11대 경상북도의회 전반기 농수산위원회 위원
  - 제12대 경상북도의회 신공항이전지원특별위원회 위원
  - 제12대 경상북도의회 국민의힘 정책위원장
  - 제12대 경상북도의회 전반기 제2기 예산결산특별위원회 위원
  - 제12대 경상북도의회 국민의힘 정책위원장
  - 제12대 경상북도의회 후반기 농수산위원회 위원

## 역대 선거 결과
|  | 19.38% |

|  | 14.07% |

|  | 31.61% |

|  | 23.35% |

|  | 69.53% |

|  | 80.98% |